# Acetat de bornil
L'acetat de bornil és un compost químic orgànic, un èster monoterpè, que es troba sobretot a les plantes Lavandula angustifolia i Salvia rosmarinus, també es troba en diverses coníferes.
Té una olor balsàmica, a fusta i a pi.
Entre d'altres se li reconeixen propietats antibacterianes i antivirals, expectorants, sedatives i antiespasmòdiques.
La seva fórmula química és C12H20O2
S'utilitza en perfumeria però també com additiu alimentari i en la indústria tabaquera com saboritzant.